# Colorado Avalanche-säsonger

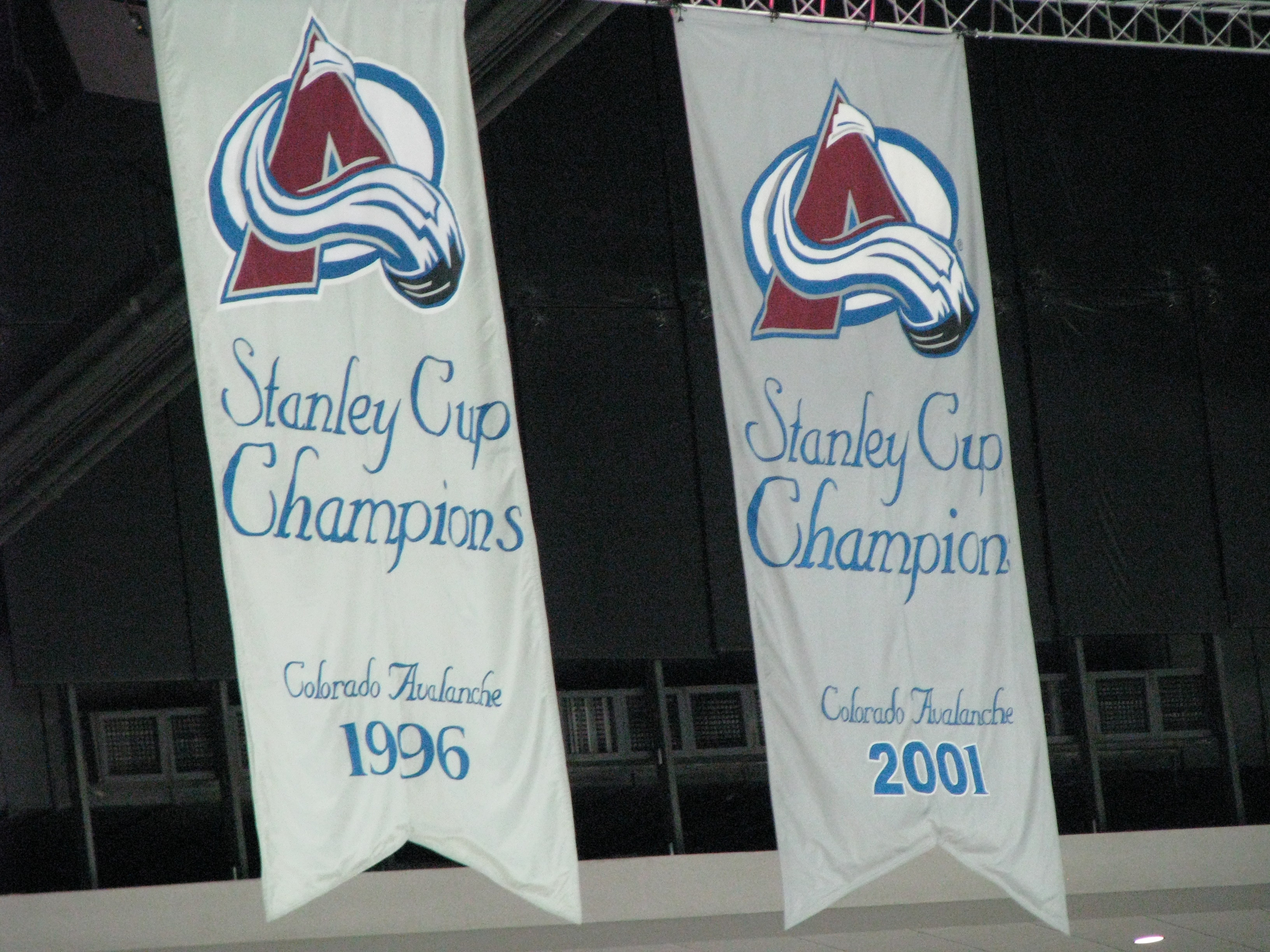
Banners för Avalanche två första Stanley Cup 1996 och 2001.

Colorado Avalanche är ett professionellt ishockeylag baserat i Denver. Laget tillhör Central Division för Western Conference i National Hockey League (NHL). Laget bildades först genom Quebec Nordiques i World Hockey Association (WHA) och spelade i ligan fram till sammanslagning med NHL 1979. Nordiques flyttades dock från Quebec och blev Colorado Avalanche före säsongen 1995–96. Avalanche har nått tre Stanley Cup-finaler (1996, 2001, 2022) och vunnit alla. Efter att ha vunnit Stanley Cup 1996 blev Colorado det första NHL-laget och det andra laget i den nordamerikanska professionella sporthistorien att vinna ett mästerskap samma säsong som de flyttade till en ny stad.

## År för år
| Säsong               | Konferens                                           | Division                                            | Grundserie                                          | Grundserie                                          | Grundserie                                          | Grundserie                                          | Grundserie                                          | Grundserie                                          | Grundserie                                          | Grundserie                                          | Grundserie                                          | Slutspel                                            | Slutspel                                            | Slutspel                                            | Slutspel                                            | Slutspel                                            | Slutspel                                            | Slutspel |
| Säsong               | Konferens                                           | Division                                            | Placering                                           | SM                                                  | V                                                   | F                                                   | O                                                   | OT                                                  | Pts                                                 | GM                                                  | IM                                                  | SM                                                  | V                                                   | F                                                   | OT                                                  | GM                                                  | IM                                                  | Resultat |
| -------------------- | --------------------------------------------------- | --------------------------------------------------- | --------------------------------------------------- | --------------------------------------------------- | --------------------------------------------------- | --------------------------------------------------- | --------------------------------------------------- | --------------------------------------------------- | --------------------------------------------------- | --------------------------------------------------- | --------------------------------------------------- | --------------------------------------------------- | --------------------------------------------------- | --------------------------------------------------- | --------------------------------------------------- | --------------------------------------------------- | --------------------------------------------------- | --- |
| Flyttade från Quebec |                                                     |                                                     |                                                     |                                                     |                                                     |                                                     |                                                     |                                                     |                                                     |                                                     |                                                     |                                                     |                                                     |                                                     |                                                     |                                                     |                                                     | |
| 1995–96              | Western                                             | Pacific                                             | 1:a                                                 | 82                                                  | 47                                                  | 25                                                  | 10                                                  | —                                                   | 104                                                 | 326                                                 | 240                                                 | 22                                                  | 16                                                  | 6                                                   | —                                                   | 80                                                  | 51                                                  | Vann första rundan, 4–2 (Canucks) · Vann andra rundan, 4–2 (Blackhawks) · Vann konferensfinalen, 4–2 (Red Wings) · Vann Stanley Cup, 4–0 (Panthers) |
| 1996–97              | Western                                             | Pacific                                             | 1:a                                                 | 82                                                  | 49                                                  | 24                                                  | 9                                                   | —                                                   | 107                                                 | 277                                                 | 205                                                 | 17                                                  | 10                                                  | 7                                                   | —                                                   | 59                                                  | 41                                                  | Vann första rundan, 4–2 (Blackhawks) Vann andra rundan, 4–1 (Oilers) Förlorade konferensfinalen, 2–4 (Red Wings)                                    |
| 1997–98              | Western                                             | Pacific                                             | 1:a                                                 | 82                                                  | 39                                                  | 26                                                  | 17                                                  | —                                                   | 95                                                  | 231                                                 | 205                                                 | 7                                                   | 3                                                   | 4                                                   | —                                                   | 16                                                  | 19                                                  | Förlorade första rundan, 3–4 (Oilers) |
| 1998–99              | Western                                             | Northwest                                           | 1:a                                                 | 82                                                  | 44                                                  | 28                                                  | 10                                                  | —                                                   | 98                                                  | 239                                                 | 205                                                 | 19                                                  | 11                                                  | 8                                                   | —                                                   | 56                                                  | 54                                                  | Vann första rundan, 4–2 (Sharks) Vann andra rundan, 4–2 (Red Wings) Förlorade konferensfinalen, 3–4 (Stars)                                         |
| 1999–00              | Western                                             | Northwest                                           | 1:a                                                 | 82                                                  | 42                                                  | 28                                                  | 11                                                  | 1                                                   | 96                                                  | 233                                                 | 201                                                 | 17                                                  | 11                                                  | 6                                                   | —                                                   | 43                                                  | 32                                                  | Vann första rundan, 4–1 (Coyotes) Vann andra rundan, 4–1 (Red Wings) Förlorade konferensfinalen, 3–4 (Stars)                                        |
| 2000–01              | Western                                             | Northwest                                           | 1st                                                 | 82                                                  | 52                                                  | 16                                                  | 10                                                  | 4                                                   | 118                                                 | 270                                                 | 192                                                 | 23                                                  | 16                                                  | 7                                                   | —                                                   | 69                                                  | 41                                                  | Vann första rundan, 4–0 (Canucks) · Vann andra rundan, 4–3 (Kings) · Vann konferensfinalen, 4–1 (Blues) · Vann Stanley Cup, 4–3 (Devils)            |
| 2001–02              | Western                                             | Northwest                                           | 1:a                                                 | 82                                                  | 45                                                  | 28                                                  | 8                                                   | 1                                                   | 99                                                  | 212                                                 | 169                                                 | 21                                                  | 11                                                  | 10                                                  | —                                                   | 54                                                  | 56                                                  | Vann första rundan, 4–3 (Kings) Vann andra rundan, 4–3 (Sharks) Förlorade konferensfinalen, 3–4 (Red Wings)                                         |
| 2002–03              | Western                                             | Northwest                                           | 1:a                                                 | 82                                                  | 42                                                  | 19                                                  | 13                                                  | 8                                                   | 105                                                 | 251                                                 | 194                                                 | 7                                                   | 3                                                   | 4                                                   | —                                                   | 17                                                  | 16                                                  | Förlorade första rundan, 3–4 (Wild) |
| 2003–04              | Western                                             | Northwest                                           | 2:a                                                 | 82                                                  | 40                                                  | 22                                                  | 13                                                  | 7                                                   | 100                                                 | 236                                                 | 198                                                 | 11                                                  | 6                                                   | 5                                                   | —                                                   | 26                                                  | 24                                                  | Vann första rundan, 4–1 (Stars) Förlorade andra rundan, 2–4 (Sharks)                                                                                |
| 2004–051             | Säsongen inställd på grund av NHL-lockouten 2004-05 | Säsongen inställd på grund av NHL-lockouten 2004-05 | Säsongen inställd på grund av NHL-lockouten 2004-05 | Säsongen inställd på grund av NHL-lockouten 2004-05 | Säsongen inställd på grund av NHL-lockouten 2004-05 | Säsongen inställd på grund av NHL-lockouten 2004-05 | Säsongen inställd på grund av NHL-lockouten 2004-05 | Säsongen inställd på grund av NHL-lockouten 2004-05 | Säsongen inställd på grund av NHL-lockouten 2004-05 | Säsongen inställd på grund av NHL-lockouten 2004-05 | Säsongen inställd på grund av NHL-lockouten 2004-05 | Säsongen inställd på grund av NHL-lockouten 2004-05 | Säsongen inställd på grund av NHL-lockouten 2004-05 | Säsongen inställd på grund av NHL-lockouten 2004-05 | Säsongen inställd på grund av NHL-lockouten 2004-05 | Säsongen inställd på grund av NHL-lockouten 2004-05 | Säsongen inställd på grund av NHL-lockouten 2004-05 | Säsongen inställd på grund av NHL-lockouten 2004-05                                                                                                 |
| 2005–062             | Western                                             | Northwest                                           | 2:a                                                 | 82                                                  | 43                                                  | 30                                                  | —                                                   | 9                                                   | 95                                                  | 283                                                 | 257                                                 | 9                                                   | 4                                                   | 5                                                   | —                                                   | 22                                                  | 31                                                  | Vann första rundan, 4–1 (Stars) Förlorade andra rundan, 0–4 (Mighty Ducks)                                                                          |
| 2006–07              | Western                                             | Northwest                                           | 4:a                                                 | 82                                                  | 44                                                  | 31                                                  | —                                                   | 7                                                   | 95                                                  | 272                                                 | 251                                                 | —                                                   | —                                                   | —                                                   | —                                                   | —                                                   | —                                                   | Missade slutspel |
| 2007–08              | Western                                             | Northwest                                           | 2:a                                                 | 82                                                  | 44                                                  | 31                                                  | —                                                   | 7                                                   | 95                                                  | 231                                                 | 219                                                 | 10                                                  | 4                                                   | 6                                                   | —                                                   | 26                                                  | 33                                                  | Vann första rundan, 4–2 (Wild) Förlorade andra rundan, 0–4 (Red Wings)                                                                              |
| 2008–09              | Western                                             | Northwest                                           | 5:a                                                 | 82                                                  | 32                                                  | 45                                                  | —                                                   | 5                                                   | 69                                                  | 199                                                 | 257                                                 | —                                                   | —                                                   | —                                                   | —                                                   | —                                                   | —                                                   | Missade slutspel |
| 2009–10              | Western                                             | Northwest                                           | 2:a                                                 | 82                                                  | 43                                                  | 30                                                  | —                                                   | 9                                                   | 95                                                  | 244                                                 | 233                                                 | 6                                                   | 2                                                   | 4                                                   | —                                                   | 11                                                  | 19                                                  | Förlorade första rundan, 2–4 (Sharks) |
| 2010–11              | Western                                             | Northwest                                           | 4:a                                                 | 82                                                  | 30                                                  | 44                                                  | —                                                   | 8                                                   | 68                                                  | 227                                                 | 288                                                 | —                                                   | —                                                   | —                                                   | —                                                   | —                                                   | —                                                   | Missade slutspel |
| 2011–12              | Western                                             | Northwest                                           | 3:a                                                 | 82                                                  | 41                                                  | 35                                                  | —                                                   | 6                                                   | 88                                                  | 208                                                 | 220                                                 | —                                                   | —                                                   | —                                                   | —                                                   | —                                                   | —                                                   | Missade slutspel |
| 2012–133             | Western                                             | Northwest                                           | 5:a                                                 | 48                                                  | 16                                                  | 25                                                  | —                                                   | 7                                                   | 39                                                  | 116                                                 | 152                                                 | —                                                   | —                                                   | —                                                   | —                                                   | —                                                   | —                                                   | Missade slutspel |
| 2013–14              | Western                                             | Central                                             | 1:a                                                 | 82                                                  | 52                                                  | 22                                                  | —                                                   | 8                                                   | 112                                                 | 248                                                 | 217                                                 | 7                                                   | 3                                                   | 4                                                   | —                                                   | 20                                                  | 22                                                  | Förlorade i första rundan, 3–4 (Wild) |
| 2014–15              | Western                                             | Central                                             | 7:a                                                 | 82                                                  | 39                                                  | 31                                                  | —                                                   | 12                                                  | 90                                                  | 219                                                 | 227                                                 | —                                                   | —                                                   | —                                                   | —                                                   | —                                                   | —                                                   | Missade slutspel |
| 2015–16              | Western                                             | Central                                             | 6:a                                                 | 82                                                  | 39                                                  | 39                                                  | —                                                   | 4                                                   | 82                                                  | 216                                                 | 240                                                 | —                                                   | —                                                   | —                                                   | —                                                   | —                                                   | —                                                   | Missade slutspel |
| 2016–17              | Western                                             | Central                                             | 7:a                                                 | 82                                                  | 22                                                  | 56                                                  | —                                                   | 4                                                   | 48                                                  | 166                                                 | 278                                                 | —                                                   | —                                                   | —                                                   | —                                                   | —                                                   | —                                                   | Missade slutspel |
| 2017–18              | Western                                             | Central                                             | 4:a                                                 | 82                                                  | 43                                                  | 30                                                  | —                                                   | 9                                                   | 95                                                  | 257                                                 | 237                                                 | 6                                                   | 2                                                   | 4                                                   | —                                                   | 15                                                  | 22                                                  | Förlorade första rundan, 2–4 (Predators) |
| 2018–19              | Western                                             | Central                                             | 5:a                                                 | 82                                                  | 38                                                  | 30                                                  | —                                                   | 14                                                  | 90                                                  | 260                                                 | 246                                                 | 12                                                  | 7                                                   | 5                                                   | —                                                   | 35                                                  | 31                                                  | Vann första rundan, 4–1 (Flames) Förlorade andra rundan, 3–4 (Sharks)                                                                               |
| 2019–204             | Western                                             | Central                                             | 2:a                                                 | 70                                                  | 42                                                  | 20                                                  | —                                                   | 8                                                   | 92                                                  | 237                                                 | 191                                                 | 15                                                  | 9                                                   | 5                                                   | 1                                                   | 60                                                  | 41                                                  | Slutade tvåa i seeding för round-robin (2–0–1) Vann första rundan, 4–1 (Coyotes) Förlorade andra rundan, 3–4 (Stars)                                |
| 2020–215             | —                                                   | West                                                | 1:a                                                 | 56                                                  | 39                                                  | 13                                                  | —                                                   | 4                                                   | 82                                                  | 197                                                 | 133                                                 | 10                                                  | 6                                                   | 4                                                   | —                                                   | 38                                                  | 27                                                  | Vann första rundan, 4–0 (Blues) Förlorade andra rundan, 2–4 (Golden Knights)                                                                        |
| 2021–22              | Western                                             | Central                                             | 1:a                                                 | 82                                                  | 56                                                  | 19                                                  | —                                                   | 7                                                   | 119                                                 | 312                                                 | 234                                                 | 20                                                  | 16                                                  | 4                                                   | —                                                   | 85                                                  | 55                                                  | Vann första rundan, 4–0 (Predators) · Vann andra rundan, 4–2 (Blues) · Vann konferensfinalen, 4–0 (Oilers) · Vann Stanley Cup, 4–2 (Lightning)      |
| 2022–23              | Western                                             | Central                                             | 1:a                                                 | 82                                                  | 51                                                  | 24                                                  | —                                                   | 7                                                   | 109                                                 | 280                                                 | 226                                                 | 7                                                   | 3                                                   | 4                                                   | —                                                   | 19                                                  | 18                                                  | Förlorade första rundan, 3–4 (Kraken) |
| 2023–24              | Western                                             | Central                                             | 3:a                                                 | 82                                                  | 50                                                  | 25                                                  | —                                                   | 7                                                   | 107                                                 | 304                                                 | 254                                                 | 11                                                  | 6                                                   | 5                                                   | —                                                   | 43                                                  | 37                                                  | Vann första rundan, 4–1 (Jets) Förlorade andra rundan, 2–4 (Stars)                                                                                  |
| 2024–25              | Western                                             | Central                                             | 3:a                                                 | 82                                                  | 49                                                  | 29                                                  | —                                                   | 4                                                   | 102                                                 | 277                                                 | 234                                                 | 7                                                   | 3                                                   | 4                                                   | —                                                   | 24                                                  | 21                                                  | Förlorade första rundan, 3–4 (Stars) |
| Totalt               | Totalt                                              | Totalt                                              | Totalt                                              | 2 306                                               | 1 213                                               | 825                                                 | 101                                                 | 167                                                 | 2 694                                               | 7 030                                               | 6 406                                               | 264                                                 | 152                                                 | 111                                                 | 1                                                   | 818                                                 | 691                                                 | 21 slutspelsframträdanden |

1 Säsongen var inställd på grund av NHL-lockout.
2 Från och med säsongen 2005-06 skulle alla oavgjordamatcher avgöras på straffar. Strafförlust räknas som övertidsförlust.
3 Säsongen 2012–13 förkortades på grund av NHL-lockouten 2012–13.
4 Säsongen 2019–20 avbröts 12 mars 2020 på grund av Covid-19-pandemin.
5 På grund av Covid-19-pandemin förkortades säsongen 2020–21 till 56 matcher.

### Sammanlagd statistik
| Statistik                           | SM    | V     | F   | O   | OT  |
| ----------------------------------- | ----- | ----- | --- | --- | --- |
| Grundserien (1995–)                 | 2 306 | 1 213 | 825 | 101 | 167 |
| Slutspel (1995–)                    | 264   | 152   | 111 | —   | 1   |
| Sammanlagda grundserie och slutspel | 2 570 | 1 365 | 936 | 101 | 164 |
| Alla tiders protokoll: 27–18        |       |       |     |     |     |